# Karcolatok
A Karcolatok című stúdióalbum Kovács Ákos első szóló stúdióalbuma, mely 1993. március 23-án jelent meg a Hungaroton égisze alá tartozó Mega kiadónál mindhárom hanghordozón. Az album aranylemez volt.
Ákos első szólóalbuma merőben eltér a korábban megszokott Bonanza Banzai által képviselt stílustól, mely az album első felében lírai, törékeny, akusztikus és gitárközpontú dalokat tartalmaz, majd az album további felében a dalokat pozitív, derűs hangulat járja át. Talán csak a "Minden élet" című dal kivétel ez alól. A "Minden élet" és a "Tudnom kell" című dalok érdekessége, hogy először angol nyelven készült el, majd utána készült hozzá magyar átirat. A dal szerzője egyébként korábbi zenésztársa Hauber Zsolt volt. Az album egyik legnagyobb slágere a "Hello", valamint a Hauber által később áthangszerelt "Tanulékony szörnyeteg" című dal, amely a törékeny személyes hangulat ellenére szintén nagy siker volt.
Az album érdekessége a "Menekülj" című dal, mely csak a CD változaton kapott helyett. Az első vinyl kiadás máig az egyik legkeresettebb, és legritkábban fellelhető album a gyűjtők körében.

## Számlista
CD  Magyarország Mega – HCD 37693 (93/M-086)
1. Tanulékony Szörnyeteg – (Docile Monster) 4:10  Bass – Samu, Drums, Drum Programming –Dorozsmai Péter, Guitar – László Attila, Keyboards – Ifj. Rátonyi Róbert, Vocals, Backing Vocals, Acoustic Guitar – Ákos
2. Hold On – (Tarts Ki) 4:30  Bass – Sam Hawkes,Guitar – L.A.,Synthesizer, Drums, Programmed By – Pete The Beat,Vocals [All] – Akos
3. Átkozz El (Az Isten Dalol) – (Curse Me (Song Of God)) 4:22 Drums – Dorozsmai Péter,Synthesizer – Hauber Zsolt,Vocals, Backing Vocals, Guitar – Ákos
4. Girl In The Café – (Lány A Kávézóban) 3:12 Acoustic Guitar – L.A.,Bass – Sam Hawkes, Keyboards – Roberto, Percussion – Cor Nel, Percussion [Additional] – Pete The Beat, Vocals [All] – Akos
5. A Lámpagyújtogató Dala – (Song Of The Keeper Of The Lights) 4:04 Bass – Samu, Drums, Programmed By, Synthesizer – Dorozsmai Péter,Guitar – B. Bíró Zoltán, Vocals, Backing Vocals – Ákos
6. Menekülj – (Escape) 3:48 Backing Vocals – Keresztes Ildikó, Tunyoghy Bernadett, Bass – Samu,Guitar – Mazol, Synthesizer, Drums, Programmed By – Dorozsmai Péter, Vocals, Backing Vocals – Ákos
7. Hello 4:36 Acoustic Guitar – László Attila, Backing Vocals – Malek Andrea, Bass – Samu, Guitar – Mazol, Synthesizer, Drums, Programmed By – Dorozsmai Péter, Vocals, Backing Vocals – Ákos
8. Tudnom Kell – (I Need To Know) 4:17 Arco Bass – Samu, Drums – Dorozsmai Péter, Guitar – László Attila, Keyboards – Ifj. Rátonyi Róbert, Percussion – Horváth Kornél, Vocals, Backing Vocals – Ákos
9. Keresd Meg A Lányt – (Go Look For The Girl) 4:07 Bass – Samu, Guitar – László Attila, Percussion – Horváth Kornél, Synthesizer – Ifj. Rátonyi Róbert, Tambourine – Dorozsmai Péter, Vocals, Acoustic Guitar – Ákos
10. Minden Élet – (Every Life) 4:41 Backing Vocals – Keresztes Ildikó, Tunyoghy Bernadett, Bass, Synthesizer, Programmed By – Samu, Drums, Programmed By – Dorozsmai Péter, Guitar – Mazol, Vocals, Backing Vocals, Guitar – Ákos
11. Én Leszek – (I Will Be) 2:18  Programmed By [Percussion Programming] – Dorozsmai Péter, Vocals, Synthesizer – Ákos

## Közreműködő előadók
- Fekete Tibor (Samu) – basszus
- Dorozsmai Péter – dob, dobprogramok
- László Attila – gitár
- ifj. Rátonyi Róbert – billentyűs hangszerek
- Kovács Ákos – gitár, akusztikus gitár
- Hauber Zsolt – szintetizátor
- B. Bíró Zoltán – gitár
- Malek Andrea – háttérének
- Keresztes Ildikó – háttérének
- Tunyoghy Bernadett – háttérének